# Charlie Daniels (voetballer)
Charlie Daniels (Walthamstow, 7 september 1986) is een Engels voormalig profvoetballer die doorgaans als verdediger speelde. 

## Loopbaan
Daniels debuteerde in het betaald voetbal bij Tottenham Hotspur, maar brak hier niet door. Hij werd meermaals verhuurd en speelde vervolgens drie jaar met Leyton Orient in de League One. Die club verhuurde hem in 2011 aan competitiegenoot AFC Bournemouth, dat hem vervolgens definitief overnam. Daniels promoveerde in 2013 met Bournemouth naar de Championship. Daarin werd hij in 2015 kampioen met zijn ploeggenoten en volgde promotie naar de Premier League. In 2020 verliet hij de club na lang blessureleed. Hij speelde vervolgens nog voor Shrewsbury Town, Portsmouth en Colchester United waar hij in 2022 zijn loopbaan beëindigde.

## Erelijst
| Kampioen Championship | 1x | 2014/15 |